# Stomatodexia cothurnata
Stomatodexia cothurnata là một loài ruồi trong họ Tachinidae.